# Hígado encebollado
El hígado encebollado es un plato tradicional de muchas gastronomías.

## Preparación
Los ingredientes principales son el hígado (normalmente de cerdo, cordero o ternera) y la cebolla (generalmente caramelizada). 
El hígado encebollado ha sido un plato favorecido a las cocinas británica y alemana, así como en muchos países de Europa Central, donde se acompaña con patata cocida o puré de patatas. Era un plato muy popular también en la cocina casera catalana en el siglo XX, donde se añadía ajo frito a la mezcla.

## Variantes

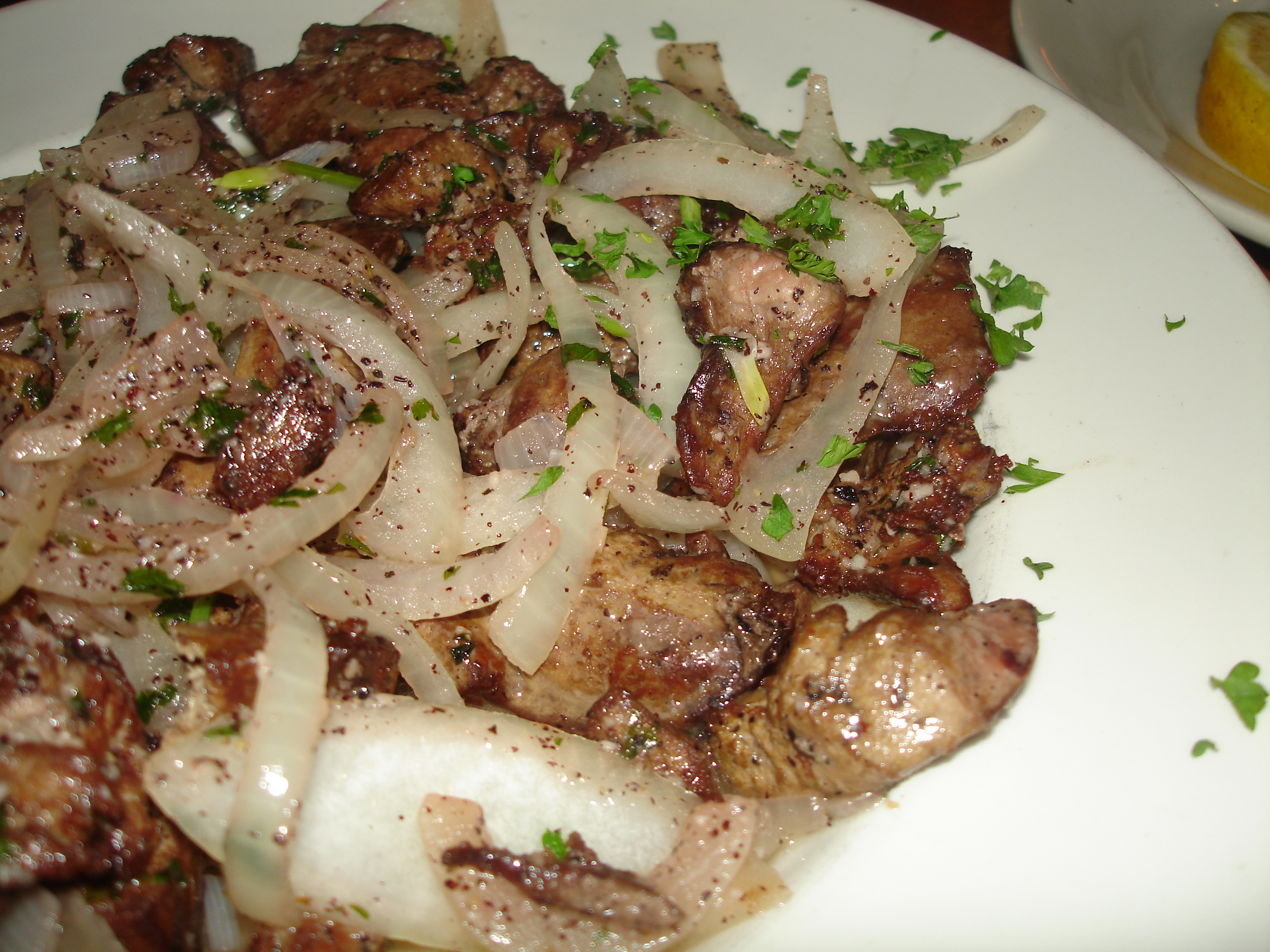
Hígado de pollo encebollado.

El hígado y la cebolla, los dos ingredientes principales, combinan tan bien que parece que este plato ha surgido espontáneamente en muchas gastronomías. En la receta tradicional francesa el hígado se fríe con mantequilla y tocino.

En los Estados Unidos el hígado encebollado fue un plato muy común en los restaurantes locales, pero ha perdido popularidad y actualmente está restringido a la cocina casera de los estados del sur. 

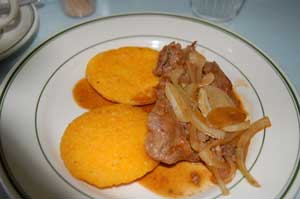
Tortillas con bistec de hígado, versión panameña del plato.

Este plato continúa siendo un plato muy presente en la cocina de Centroamérica y Sudamérica, donde se acompaña con tortillas (tortas delgadas de maíz) o arroz blanco. 
En la gastronomía peruana, el hígado encebollado a la criolla guarda estrecha relación con el lomo saltado, ya que en este plato puede remplazarse la carne por hígado de ternera en trozos. Se suele acompañar, además del arroz blanco, de yuca o papa cocida.
Existen variantes de este plato preparadas a base de hígado de pollo, sobre todo a la gastronomía española.